# Метацентр

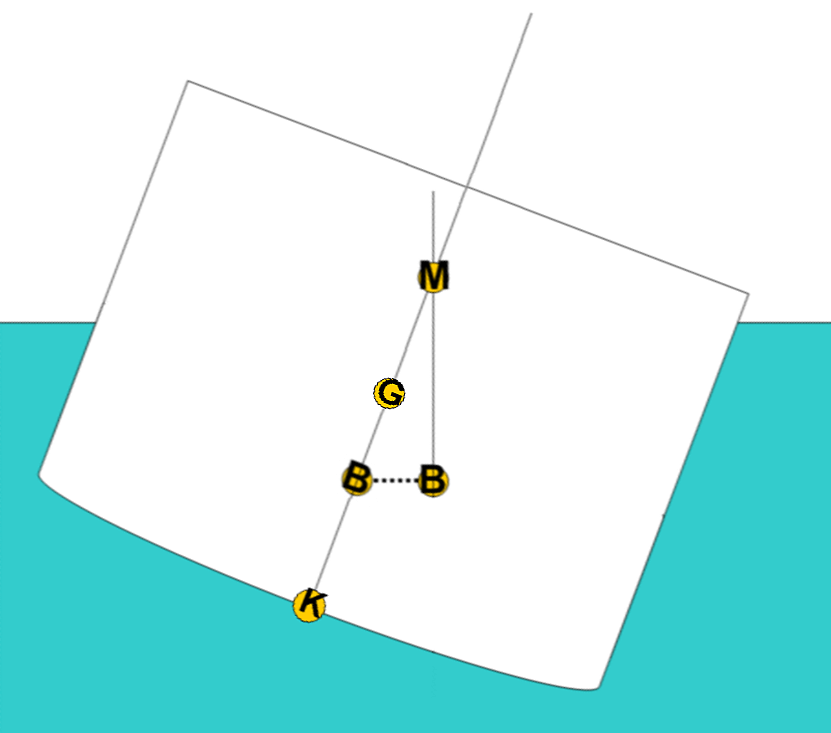
Поперечное наклонение плавающего судна. Метацентр обозначен M. Центр величины обозначен B

Метаце́нтр (от греч. μετα «через» + лат. centrum «средоточие») — центр кривизны траектории, по которой перемещается центр величины в процессе наклонения судна.
При малых наклонениях судна (примерно, до 10 градусов) метацентр можно считать неподвижным, при больших наклонениях метацентр начинает смещаться.
Возвышение метацентра над центром тяжести судна называется метацентрической высотой.
В теории корабля различают два метацентра:
- при наклонении судна в поперечной плоскости (крен) — поперечный, или малый метацентр;
- при наклонении судна в продольной плоскости (дифферент) — продольный, или большой метацентр.

На практике судно испытывает наклонения в обеих плоскостях, и если определить для этого случая метацентр, он будет лежать выше поперечного, но ниже продольного. С этой точки зрения метацентрические высоты, рассматриваемые в теории, являются предельными.